# Distretto elettorale di Mukwe
Il distretto elettorale di Mukwe è un distretto elettorale della Namibia situato nella Regione di Kavango con 27.690 abitanti al censimento del 2011. Il capoluogo è la città di Mukwe.

## Località
Oltre al capoluogo il distretto comprende le seguenti località:
Andara, Bagani e Divundu.